# Volkswagen
Фолксваген је немачки произвођач аутомобила са седиштем у Волфсбургу. Водећа је марка Фолксваген групе и највећи је произвођач аутомобила на свету. Предузеће је основано 1937. и производи најпродаваније аутомобиле истоимене Фолксваген групације, холдинг предузећа које је основано 1975. с циљем даљњег развоја ове компаније. Према статистици из 2015. године, Фолксваген је био на другом месту са 9,993,600 произведених аутомобила одмах иза јапанског произвођача аутомобила Тојота са 10,083,783 произведених аутомобила. Фолксваген је водећа марка Фолксваген групе, највећег произвођача аутомобила по светској продаји у 2016. и 2017. Највеће тржиште групе је у Кини, која доноси 40% продаје и добити.
Фолксваген има три аутомобила на списку 10 најпродаванијих аутомобила свих времена, а то су: Голф, Буба и Пасат. С ова три аутомобила Фолксваген има више аутомобила на списку оних који се и даље производе него било који други произвођач.
Volkswagen дословно на немачком значи „народни ауто”. Њихов тренутни међународни рекламни слоган је (језик: немачки) („/Тај/ аутомобил”).

## Историја
Фирма „Фолксваген“ је основана је 1930-их, на захтјев Адолфа Хитлера. Он је упутио захтјев Фердинанду Поршеу да осмисли аутомобил који ће „свако моћи да приушти“. На тај начин је настала фабрика „Фолксваген“, што на њемачком језику значи „народни аутомобил“, „народна кола“.
Додатни захтјеви су били да аутомобил има мотор у задњем дијелу кола, да се хлади ваздухом, а не водом и, пошто је аутомобил био замишљен да иде најмање 100 km/h, морао је бити аеродинамичног облика што је по Хитлеровом мишљењу било најлакше постићи ако се узме облик неке бубе, тј. неког тврдокрилца.
Првом аутомобилу произведеном у фабрици дато је име „КДФ-Ваген“ (од њемачког „KDF-Wagen“, тј. „Kraft durch Freude“, што значи „Снага кроз радост“). Направљено је само неколико аутомобила из ове серије, а затим се производња аутомобила прекинула пред почетак Другог свјетског рата, а започела производња војних возила.
Након завршетка рата, Велика Британија и Сједињене Америчке Државе су поново отвориле фабрику и покренуле производњу аутомобила. Аутомобили из ове фабрике, нарочито „буба“, су постали омиљени широм свијета. „Буба“ је чак касније постала један од најпродаванијих аутомобила на свијету. Посљедњи модел „бубе“ је произведен у „Фолксвагеновој“ фабрици у Мексику, а објављен 2004. године, под називом „нова буба“. „Нова буба“ је слична класичној, али је нешто већа, бржа и прилагођенија данашњем смислу за љепоту.
У периоду од 1950. до 2013. производили су Kombi T1 и T2.

### 1937–1945: Пројекат народног аутомобила
Фолксваген је основао Немачки раднички фронт (Deutsche Arbeitsfront) 1937. године. Ток раних 1930-их, немачка аутоиндустрија је и даље углавном производи луксузни модел аутомобила, те је прозни Немац ретко могао да приушти себи нешто више од мотоцикл а. Као резултат, само један од 50 Немаца, имао је ауто. Тражећи потенцијално ново тржиште, неки произвођачи аутомобила почели су да раде на својим пројектима „народних аутомобила“ - Мерцедес 170Х, ,  55 и Ханомаг 1.3Л, између осталих.
Тренд није био нов, пошто је Бела Барени заслужан за креирање основног дизајна средином 1920-их. Јосеф Ганз је развио Стандард Супериор (идући дотле да га рекламира као „Немачки Фолксваген”). У Немачкој, компанија Ханомаг масовно је производила 2/10 ПС „Комисброт”, мали, јефтини аутомобил на задњи погон, од 1925. до 1928. Такође, у Чехословачкој, Ханс Ледвинкин модел Татра Т77, веома популаран међу немачком елитом, постајао је мањи и приуштивији при свакој ревизији. Фердинанд Порше, веома познати дизајнер јаких возила и тркачких аута, покушавао је годинама да нађе произвођача заинтересованог за мале породичне аутомобиле. Он је сматрао да су мали аутомобили у то време само „огољени” велики аутомобили. Уместо тога он је направио аутомобил из темеља који је назвао „Фолксауто” 1931. године, користећи доста идеја тог времена као и неколико властитих, постављајући их заједно у ауто на задњи погон са ваздушним хлађењем, торзионом полугом и обликом „бубе”, предњом хаубом заобљеном ради боље аеродинамике (потребно због малог мотора).
Године 1933, док је више горе поменутих пројеката било у развоју или у раним фазама производње, укључио се Адолф Хитлер, захтевајући производњу основног возила способног за транспорт двоје људи и троје деце при брзини од 100 . Он је желео да Немци имају исти приступ аутомобилима као и Американци. „Народни ауто” био би доступан грађанима Трећег рајха кроз план штедње од 990 Рајхмарки (396 $ из 1930-их)—отприлике као цена мањег моторцикла (просечан приход око 32 РМ седмично).
Без обзира на високи лобинг у корист једног од постојећих пројеката, ускоро је постало очито да приватна индустрија не може да продаје аутомобиле за само 990 РМ. Тако је Хитлер одабрао спонзорисање потпуно нове, државне фабрике користећи дизајн Фердинанда Поршеа (са неким својим ограничењима дизајна, укључујући мотор на ваздушно хлађење тако да ништа није могло смрзнути). Тежња је била да обични Немци набављају аутомобил у смислу шеме штедње ((језик: немачки) – „Пет марки седмично морате оставити са стране, ако желите возити свој властити аутомобил”), што је око 336.000 људи евентуално платило. Уштеде ових 336.000 људи запленили су Руси 1945. године при паду Берлина. Ипак, читав пројект био је финансијски несигуран, а то су једино корупција и недостатак урачунљивости нацистичког режима и омогућили.
Прототипови аутомобила названи „KdF-Wagen” ((језик: немачки) – „снага кроз ужитак”), појавили су се од 1936. надаље (први аутомобили били су произведени у Штутгарту). Ауто је већ имао свој препознатљив округли облик у ваздушно хлађеном, четверотактном, мотору на задњи погон. VW ауто био је само један од више KdF (скр. снага кроз ужитак) програма који су укључивали ствари као туре и излете. Префикс Volks— („народни”) није само примењен на аутомобиле, него и на друге производе у Немачкој; на пример „Volksempfänger” радио-пријемник. На дан 28. мај 1937, Gesellschaft zur Vorbereitung des Deutschen Volkswagens mbH (понека скраћено Gezuvor) успостављен је од стране Deutsche Arbeitsfronta. Касније је преименован у „Volkswagenwerk GmbH”, 16. септембра 1938.
Ервин Коменда, дугогодишњи шеф дизајна за Ауто Јунион, део Поршеовог одабраног тима, развио је прототип тела аута, који је данас познат као Фолксваген буба. Био је један од првих који су еволуирани помоћу аеродинамичког тунела, у употреби у Немачкој од раних 1920-их. Аутомобили су стављани под више ригорозних тестова и остварили су рекордне милионе миља тестирања пре него су завршени.
Прављење нове фабрике почело је 26. маја 1938. у новом граду КдФ-Стадту (данашњи Волфсбург), који је наменски изграђен за раднике фабрике. Ова фабрика је само произвела неколико аутомобила откако је почео рат 1939. године. Ниједан заправо није испоручен било којем носиоцу завршених штампаних књига уштеде, иако је један Тип 1 Кабриолет представљен Хитлеру 20. априла 1939. године (на његов 50. рођендан).
Рат је значио измењену производњу за војна возила, Тип 82 Кибелваген („ауто-канта”) комунално возило (Фолксвагенов најчешћи ратни модел), као и амфибијско возило Швимваген, који су кориштени за опрему немачких снага. Како је било уобичајено са већином производње у Нацистичкој Немачкој током рата, заробљеници су се користили за рад у погону Фолксвагена, нпр. из концентрацијског логора Арбајцдорф. Компанија је 1998. године признала да је користила 15.000 заробљеника током ратних дејстава. Немачки историчари процењују да су 80% Фолксвагенове радне силе током рата чинили заробљеници. Већина заробљеника изјавила је да су испоручивани из концентрационих логора на захтјев менаџера погона. Тужбу су поднели 1998. године преживели за реституцију за присилни рад. Фолксваген је успоставио добровољни фонд за реституцију.

## Модели
Поред „бубе“, неки од најпознатијих и најзначајнијих модела аутомобила произашлих из фабрике „Фолксваген“ су „голф“, „поло“, „пасат“ и „џета“. Познати ауто ове фабрике је голф 2 са мотором запремине 1.6 литара дизел-мотором који развија 54 коњске снаге. Наравно постојала је спортска верзија овог аутомобила од 1.8 литара са бензинским мотором који је развијао 110 коњских снага (биле су и верзије од 120 и 150 коња). Овај бензински мотор је назван ГТИ (гт значи врста опреме а И значи инџексион или директно убризгавање). ГТИ мотори су уграђивани и у џету и у голфа 3 али гти мотори у голфу 3 су модификовани и били су запремине 2.0 и развијали су 118 коњских снага.